# 矢幅町
もしかして
- 矢巾町

ではありませんか？
- ただし、町内の駅は「矢幅駅」、郵便局は「矢幅郵便局」と表記する。